# Amphinemura curvidens
Amphinemura curvidens är en bäcksländeart som beskrevs av Tatemi Shimizu 1998. Amphinemura curvidens ingår i släktet Amphinemura och familjen kryssbäcksländor. Inga underarter finns listade i Catalogue of Life.